# Blanco (objetivo)

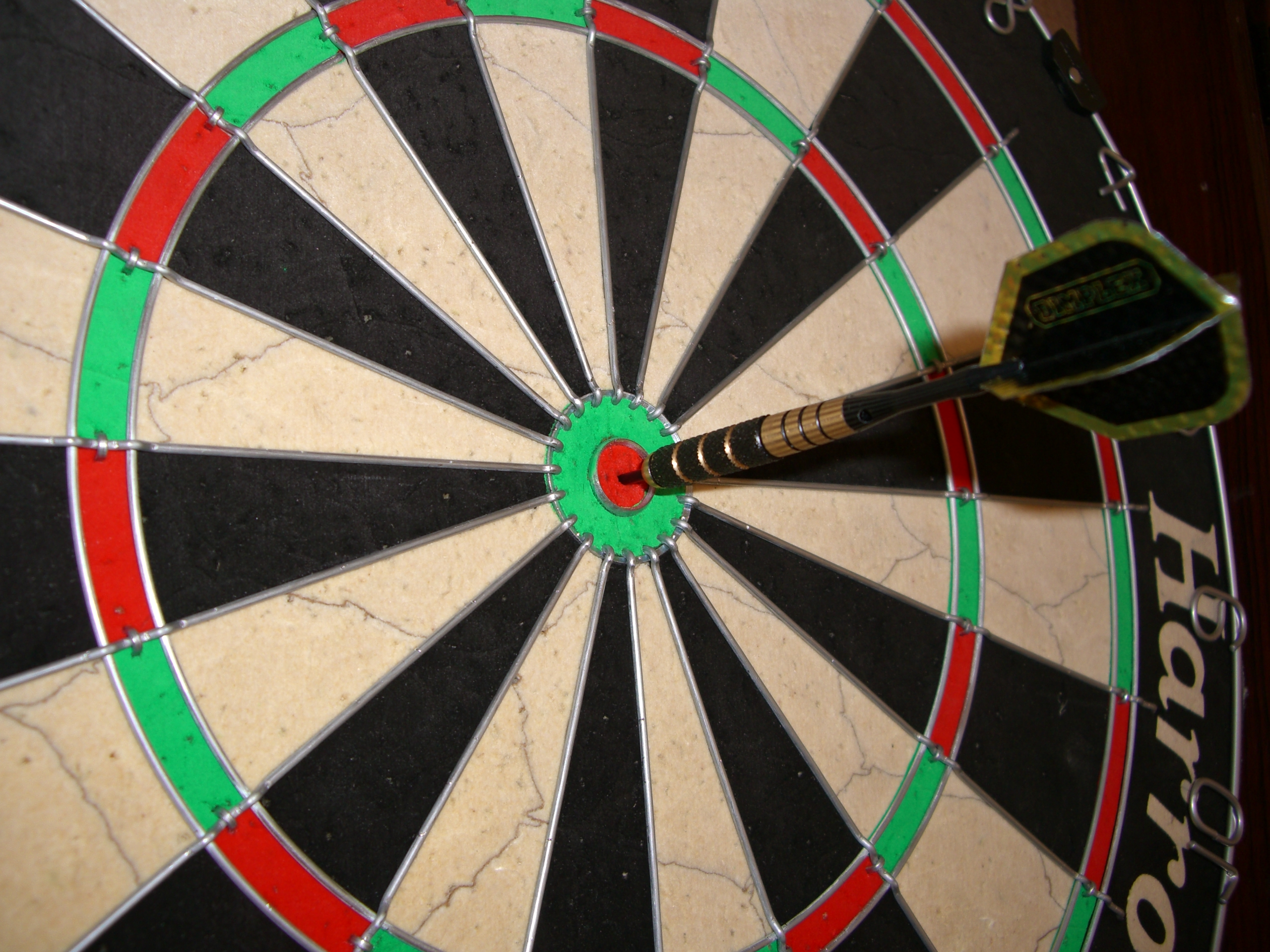
Un dardo en un doble blanco

El blanco es el círculo amarillo en el centro de este objetivo de tiro con arco

El blanco es el centro de una diana, y por extensión el nombre dado a cualquier disparo que golpea al blanco. Metafóricamente, se usa la expresión "darle al blanco" para referirse a un éxito inesperadamente bueno.
Golpear el blanco vale 10 puntos en tiro con arco y 25 puntos en los dardos. En dardos, un "doble blanco" es un pequeño círculo interior y cuenta por 50 puntos.